# Confédération africaine de handball

Logo de la CAHB de 1973 à 2020

La Confédération africaine de handball (CAHB) est l'instance qui regroupe les fédérations de handball d'Afrique. Elle organise les compétitions continentales, notamment les championnats d'Afrique des nations masculin et féminin.
Son siège se trouve à Abidjan en Côte d'Ivoire.

## Compétitions organisées
|            | Hommes                                   | Femmes                                    |
| ---------- | ---------------------------------------- | ----------------------------------------- |
| Sélections | Jeux africains                           | Jeux africains                            |
| Sélections | Championnat d'Afrique des nations        | Championnat d'Afrique des nations         |
| Sélections | Championnat d'Afrique des nations junior | Championnat d'Afrique des nations junior. |
| Clubs      | Ligue des champions                      | Ligue des champions                       |
| Clubs      | Coupe des vainqueurs de coupe            | Coupe des vainqueurs de coupe             |
| Clubs      | Supercoupe d'Afrique                     | Supercoupe d'Afrique                      |

## Organisation
Un Comité provisoire, mis sur pied à Tunis (Tunisie) en 1972, fut chargé d’inviter les pays africains à participer à l’Assemblée Générale Constitutive de la Confédération Africaine de Handball prévue en janvier 1973 à l’occasion des deuxièmes Jeux africains. Un comité provisoire siégeant à Dakar (Sénégal) est alors créé avec Nabil Salem comme président et Babacar Fall comme secrétaire général.
Le 15 janvier 1973, le congrès constitutif acte la création de la Confédération Africaine de Handball à l’occasion des Jeux africains de 1973 à Lagos (Nigeria),. La ville de Lagos est alors choisie pour abriter le siège de la CAHB avant d'être déplacé à Abidjan (Côte d'Ivoire) en 1978.

### Présidents
Les présidents sont :
| Période      | Nom                      | Nationalité   |
| ------------ | ------------------------ | ------------- |
| 1972 – 1973  | Nabil Salem (provisoire) | Égypte        |
| 1973 – 1993† | Babacar Fall             | Sénégal       |
| 1993 – 1996  | Nabil Salem              | Égypte        |
| 1996 – 2008  | Christophe Achy Yapo     | Côte d'Ivoire |
| 2008 –       | Mansourou Aremou (en)    | Bénin         |

### Membres

Zones de la CAHB.

Les 53 fédérations membres sont,, :
 Zone 1 (Maghreb)
- Algérie
- Libye
- Maroc
- Tunisie

 Zone 2 (Afrique de l'Ouest)
- Cap-Vert
- Gambie
- Guinée
- Guinée-Bissau
- Mali
- Mauritanie
- Sénégal
- Sierra Leone (eo)

 Zone 3 (Afrique centrale)
- Bénin
- Burkina Faso (eo)
- Côte d'Ivoire (en)
- Ghana (de)
- Liberia (eo)
- Niger
- Nigeria
- Togo (eo)

 Zone 4 (Afrique équatoriale)
- Cameroun
- République centrafricaine (eo)
- Congo
- RD Congo
- Gabon (eo)
- Guinée équatoriale
- Sao Tomé-et-Principe
- Tchad (eo)

 Zone 5 (Afrique de l'Est)
- Burundi (eo)
- Djibouti (eo)
- Égypte
- Éthiopie (eo)
- Kenya (eo)
- Ouganda (eo)
- Rwanda (eo)
- Somalie (eo)
- Soudan (eo)
- Soudan du Sud
- Tanzanie (eo)

 Zone 6 (Afrique australe)
- Afrique du Sud
- Angola
- Botswana (eo)
- Eswatini
- Lesotho (eo)
- Malawi (eo)
- Mozambique (eo)
- Namibie (eo)
- Zambie (eo)
- Zimbabwe (eo)

 Zone 7 (îles de l'océan Indien)
- Comores (eo)
- Madagascar (eo)
- Maurice (eo)
- Seychelles (eo)